# Robert F. Furchgott
Robert Francis Furchgott (Charleston, Dél-Karolina, 1916. június 4. – Seattle, Washington, 2009. május 19.) amerikai biokémikus. 1998-ban Louis Ignarróval és Ferid Muraddal megosztva elnyerte az orvostudományi Nobel-díjat, mert felfedezte hogy a nitrogén-monoxid az érrendszerben jelátvivőként viselkedik.

## Életpályája
Robert F. Furchgott a dél-karolinai Charlestonban született 1916. június 4-én, zsidó családban. Apja Arthur Furchgott, anyja Pena Furchgrott (lánykori nevén Sorentrue) volt. 1929-ben a gazdasági válság idején apja áruháza csődbe ment és átköltöztek Orangeburgba, anyja szülővárosába, ahol apja női ruhákkal kereskedett. Robert már gyerekkorában természetbarát volt, madármegfigyelő volt és csigákat, kagylókat gyűjtött; ezeket a hobbikat egészen idős koráig művelte. A középiskolát Orangeburgban végezte, utána pedig – mert természettudománnyal akart foglalkozni – a Dél-Karolinai Egyetemen folytatta tanulmányait. 1934-ben a család átköltözött az észak-karolinai Goldsboróba és Robert is az Észak-Karolinai Egyetemen kezdett kémiát tanulni; részben mert a bátyja is itt tanult, másrészt a lakóhelye szerinti egyetemen olcsóbb volt a tandíj. 1937-ben BSc fokozatot szerzett, utána pedig átment a chicagói Északnyugati Egyetemre, ahol fizikai-kémiai és biokémiai oktatásban részesült. Diákkori kutatási témái az albumin izolálása és a vörösvértestek membránjának tulajdonságai voltak; utóbbiból írta disszertációját is. Doktori címének megszerzése után, 1940 őszén a New York-i Cornell Egyetemen kapott posztdoktori kutatói szerződést. Eleinte az izomszövetek foszfátmetabolizmusával foglalkozott, majd a második világháború kitörése után gyakorlatiasabb témára, a vérveszteséget követő keringési sokkra váltott át. A véredények összehúzódását illetve tágulását kiváltó faktorok kutatása révén kezdte tanulmányozni a simaizmok összehúzódásának szabályozását.
1949-ben elfogadta a St. Louisi-i Washington Egyetem farmakológiai tanszékének állásajánlatát. Amellett, hogy adjunktusként oktatott, folytatta a simaizom különböző hormonokra és neurotranszmitterekre (adrenalin, noradrenalin, acetil-kolin) adott válaszának kutatását. Felfedezte a fotorelaxációnak nevezett jelenséget, hogy bizonyos hullámhosszúságú és intenzitású fény hatására a simaizmok elernyednek.
1956-ban felajánlották neki, hogy vezesse a New York-i Állami Egyetem újonnan létrehozott farmakológiai tanszékét. Ezt az állást 26 éven át, egészen 1982-ig betöltötte. Folytatta a simaizom farmakológiai hatásokra adott válaszának tanulmányozását. 1962-63-ban a Genfi Egyetemen, 1971-72-ben pedig a San Diegó-i Kaliforniai Egyetemen töltött egy-egy kutatóévet.  

## A nitrogénoxid jelátvivő szerepe
1978-ban újabb kísérletsorozatba kezdett az acetil-kolin aortákra gyakorolt hatásáról, amikor egy véletlen miatt új felfedezést tett. Egy laborasszisztens hibájából az érpreparátum sérült volt és az izmok a várható összehúzódás helyett elernyedéssel reagáltak. Furchgott rájött, hogy egy új, a sérült sejtekből felszabadult ágenssel van dolga, amit endotélium eredetű relaxáló faktornak (endothelium-derived relaxing factor, EDRF) nevezett el. 1986-ban jelentette be egy szimpóziumon, hogy sikerült azonosítania a faktort, ami rendkívül szokatlan módon egy nagyon egyszerű összetételű, gáznemű anyagnak, a nitrogén-monoxidnak bizonyult. Ugyanezen az összejövetelen jelentette be Louis Ignarro, hogy Furchgottól függetlenül ugyanerre a következtetésre jutott. A felfedezéssel fény derült a már régóta szívgyógyszerként is használt nitroglicerin hatásmechanizmusára és a későbbiekben segített számos érrendszerre ható gyógyszer (mint például a Viagra) kifejlesztésében.
Robert E. Furchgott, Louis Ignarro és a nitrogén-monoxid hatását tőlük függetlenül felfedező Ferid Murad 1998-ban orvostudományi Nobel-díjban részesült.
Furchgott 1982-ben lemondott a farmakológiai tanszék vezetéséről és professzorként dolgozott tovább az egyetemen, egészen 1989-es visszavonulásáig, ezután professor emeritusként folytatta munkáját. 

## Családja
Robert E. Furchgott 1941-ben vette feleségül Lenore Mandelbaumot. Három lányuk született, Jane, Susan és Terry Furchgott. Felesége 1983-ban meghalt, Furchgott pedig másodszor is megházasodott, Margaret Gallagher Rothot véve el. Margaret 2006-ban elhunyt, Ő pedig 2008-ban New Yorkból Seattle-be költözött. Itt halt meg egy évvel később, 2009. május 19-én, 92 éves korában.  